# سانگوئینارین
سانگوئینارین (انگلیسی: Sanguinarine) نوعی یون آمونیوم پلی‌سیکلیک و ترکیبی سمی است.